# Romániai magyar közgazdasági szakirodalom
Közgazdasági szakirodalom Erdélyben (1918-1990)– a gazdasági élet elméleti és gyakorlati jelenségeit, kategóriáit, a gazdasági törvényeket és azok összefüggéseit, mibenlétüket, alkalmazásukat vizsgálja. Alaptudománya a gazdaságtan, ez a termelési viszonyokat, a gazdasági törvényeknek a gazdaság egészében való megnyilvánulásait, az anyagi javak termelésének és elosztásának törvényszerűségeit tanulmányozza.

## Áttekintés
A közgazdaságtudományok rendszerébe tartozik több olyan funkcionális tudományág és egyéb gazdaságtudomány, amely a nemzetgazdaság egyes kérdéseit annak egészében veszi szemügyre, így a nemzetgazdaság tervezése, a pénzügy- és hiteltan, a számvitel, a gazdasági statisztika. Az egyes gazdasági ágakkal vagy azok szakterületeivel foglalkoznak az ágazati gazdaságtanok: az ipargazdaságtan, az agrárgazdaságtan, az építőipar, a közlekedés, a bel- és külkereskedelem gazdaságtana. A vállalatgazdaságtan tárgya a vállalatok szervezése és tevékenysége. A világgazdaságtan a nemzetközi gazdasági élet bonyolult összefüggéseit elemzi. A közgazdaságtudományok és a történettudomány összefonódásából alakult ki a gazdaságtörténet, a gazdasági eszmék története. Társtudományai a gazdaságföldrajz, gazdasági matematika, gazdasági kibernetika (informatika), ökonometria, gazdaságszociológia, munkalélektan, ergonómia.
A politikai rendszerek különbözőségei szerint három szakaszt is megkülönböztethetünk a romániai magyar közgazdasági szakirodalom kibontakozásában. Az Osztrák-Magyar Monarchiától örökölt gazdasági lemaradottságot Erdélyben 1919 után az ipari hitel bizonytalansága és a tőkeszegénység súlyosbítja, ebben a szakaszban a magyar gazdasági élet felelős tényezői a szövetkezeti kultúra kiépítésére, valamint a régi vállalatok s a bankrendszer helyi fejlesztésére törekszenek. A II. világháborút követően az erőszakolt szocialista központosítás útján történt kísérlet az ipari és mezőgazdasági fejlődés előmozdítására, s az akkori közgazdasági szakirodalom is ezt a tervgazdálkodást szolgálta. Miután ez a történelmi kísérlet csődbe jutott, 1990-től egy új, nehéz átmeneti szakasz indul a magántulajdon visszaállításával és gazdasági vállalkozások kezdeményezésével. Ennek a szakasznak megfelelő közgazdasági szakirodalom még csak a hírlapírás szintjén jelentkezik.

## Az I. világháború után
Közgazdaságtudományi vizsgálódásaink az I. világháború után elsősorban az akkori gazdasági viszonyokra irányultak, különösen a kisebbségi magyarságot érintő gazdasági kérdések felé. Az agrárreform kérdéseivel többek közt Jakabffy Elemér és Oberding József György foglalkozott, utóbbi, akárcsak Nagy Zoltán, behatóan tárgyalta a szövetkezeti mozgalom kérdéseit. A hitelszövetkezetek és bankok problémaköre foglalkoztatta Gyárfás Elemért, aki Erdélyi problémák (Kolozsvár, 1922) c. kötetébe gyűjtötte napilapokban megjelent írásait (köztük: Erdélyi magyar bankpolitika; Az ipari hitel; A tőkehiány). Ligeti Sándor a társadalmi gazdaság dinamikájáról tett közzé elemző munkát (1925). Grigercsik Géza több művében a vállalati jövedelem kérdéseit taglalta. Az 1930-as években súlyos társadalmi gondokat okozó mezőgazdasági adósságok ügye többek érdeklődését felkeltette. Gazdasági sérelmeink és kívánságaink címmel több kötetben tették közzé az OMP Közgazdasági Szakosztálya üléseinek anyagát (1926, 1929, 1930, 1933).
A közgazdasági szakirodalom elméleti művelői közül kiváltak: ifj. Boér Elek (közgazdaság- és pénzügytan), Kislégi Nagy Dénes (statisztika), Kovrig Béla (társadalomtan és társadalompolitika), Lazar Liviusz (közgazdaság és pénzügytan), Luckhaub Gyula (kereskedelmi és politikai számtan), Schneller Károly (statisztika), Szentkirályi Sámuel (magyar kereskedelmi nyelv és levelezés, számvitel). Gazdasági szakcikkeivel a bérlet-mintagazdaság és vállalatvezetés, valamint első osztályú gazdasági felügyelőség gyakorlatában tapasztalatokat szerzett Gyalui R. Sándor a sajtóban (Erdélyi Gazda, Ellenzék, Keleti Újság) szerepel.
Jelentős helyet foglalnak el a két világháború közötti romániai magyar közgazdasági szakirodalomban az évkönyvek és szaklexikonok. Közülük kiemelendő a Rados Móric és Székely János szerkesztette Közgazdasági évkönyv (Kolozsvár, 1923-24), Fóris Lajos Gyakorlati gazdasági bank- és deviza lexikonja (Kolozsvár, 1927), Sasi György Közgazdasági évkönyve (Temesvár, 1939). A naptárak közül bőséges gazdasági tartalmú írásaik miatt utalnunk kell a Brassói Lapok, a szövetkezeti szövetségek, valamint az Erdélyi Gazda naptáraira. Több közgazdasági tankönyv is megjelent, ezek közül külön meg kell említenünk a kereskedelmi levelezéssel, gyorsírással, könyvviteli ismeretekkel foglalkozókat.
Gazdasági jellegű munkák találhatók egyes sorozatokban is. Ilyenek: az EME Jog-, Közgazdaság- és Társadalomtudományi Szakosztályának Értekezései, a Hasznos Könyvtár, a Magyar Nép Könyvtára, az Erdélyi Gazda könyvtára, az EMGE Gazdasági Könyvtára, az EGE Könyvkiadó Vállalatának Füzetei, Szövetkezeti Könyvtár, Minerva Népkönyvtár.
A közgazdasági időszaki sajtótermékek közé tartozik a Kolozsvárt hetilapként (eleinte hetenként kétszer) megjelent Consum (1921-40). Ugyancsak Kolozsvárt jelent meg Petruca János szerkesztésében az eleinte magyar, majd magyar-német, 1926-tól csak német nyelvű Erdélyi Közgazdaság-Rumänischer Lloyd (1915-40), mely többször is címet változtatott, így Riport-Újság, Képes Riport-Újság, Erdélyi Merkur fejléccel is megjelent. Külön is létezett magyar nyelvű folyóirat Erdélyi Közgazdaság (1932-33) címmel, ezt Ábrahám Sándor és Oberding József György felelős szerkesztők, Szász Ferenc és Cseh Sándor társszerkesztők jegyezték. Temesvári volt a Bánáti Lloyd havonta háromszori, 1930-tól havi megjelenéssel (1922-35). Az idő folyamán többféle címen három nyelven, időnként csak magyar vagy csak román és német nyelven jelent meg a Revista Financiară-Pénzvilág-Rumänische Handels-, Industrie- und Finanzwelt (Nagyvárad, 1923-35).
Elsősorban a szövetkezeti gazdálkodás kérdéseivel foglalkozott a Hangya Szövetkezetek lapja, amely először az Erdélyi Gazda mellékleteként jelent meg Hangya címen (1920-25), majd Nagyenyeden Szövetkezés címen önálló hetilapként (1925-40, 1937-től kéthetenkénti megjelenéssel), s ugyanez a tárgykör van túlsúlyban a Gazdasági és Hitelszövetkezetek Központjának hivatalos közlönye, a Kolozsvárt kiadott Szövetkezeti Értesítő (1933-40) hasábjain is.
Mintegy 170-re tehető a hosszabb-rövidebb ideig megjelent közgazdasági szaklapok és körülbelül 130-ra az egyesületi, munkaadói érdekképviseleti vagy szakszervezeti lapok száma, amelyek a különösen is gazdasági jellegű szakmai kérdéseken túlmenően általános közgazdasági témákkal foglalkoztak: a Független Újság, Korunk, Erdélyi Fiatalok, Hitel, Magyar Nép, Falvak Népe. A nagyobb napilapok (Brassói Lapok, Keleti Újság, Ellenzék, Magyar Lapok, Temesvári Hírlap, Aradi Közlöny, Új Kelet) külön oldalon vagy rovatban bő terjedelemben közöltek gazdasági vonatkozású anyagot.

## 1944 ősze után
1944 ősze után a magyar nyelvű közgazdasági szakirodalom művelésének kerete elsősorban a Bolyai Tudományegyetem, majd az 1959-ben történt egyesítés után a Babeș-Bolyai Egyetem közgazdasági kara volt egészen a magyar nyelvű oktatás felszámolásáig. Ismertebb képviselői Balogh András (informatika), Bálinth Árpád (számvitel, informatika), Bálinth Zoltán (informatika), Barát Jenő (statisztika), Bereczky András (agrárgazdaságtan), Berényi Ádám (politikai gazdaságtan, világgazdaságtan), Csákány Béla (pénzügy- és hiteltan), Cseke Vilmos (gazdasági matematika), Csendes Zoltán (statisztika), Farkas Sándor (politikai gazdaságtan), Furdek Mátyás (politikai gazdaságtan), Horváth Lajos (számvitel), Kecskés József (nemzetgazdaság tervezése), Kerekes Jenő (vállalatszervezés, munkagazdaságtan, ergonómia), Keresztes Endre (vállalatszervezés, számvitel, informatika), Keszy-Harmath Sándor (politikai gazdaságtan), Kiss Ferenc (politikai gazdaságtan), Kohn Hillel (politikai gazdaságtan), Lászlóffy Dezső (statisztika), Lőrinczi Árpád (számvitel), Lupán Anna Mária (politikai gazdaságtan), Molnár Miklós (politikai gazdaságtan), Papp József András (üzemgazdaságtan), Péter György (politikai gazdaságtan), Pinczés Gyula (politikai gazdaságtan), Szigeti Zoltán (számvitel), Szűcs Zoltán (politikai gazdaságtan), Tenkei Sándor (építőipar gazdaságtana), Tóth József (politikai gazdaságtan), Tövissi Lajos (statisztika), Vincze Mária (agrárgazdaságtan), Vita László (politikai gazdaságtan), Vorzsák Vilmos (politikai gazdaságtan), Vorzsák (V. Kovrig) Magdolna (ipargazdaságtan).
A gyűjteményes munkák közül megemlítjük a Kohn Hillel szerkesztésében megjelent A munka termelékenysége a kolozsvári Vasúti Főműhelyekben c. munkát (1948, magyarul és románul), továbbá az Időszerű közgazdasági kérdések c. kötetet (1955), amely Ambrus István, Csákány Béla, Csendes Zoltán, Gúzs Ferenc, Huszár Andor, Keszy Sándor, Kecskés József, Kerekes Jenő, Kohn Hillel, Tóth Annamária és Szigeti Zoltán írásait foglalja magában. A kötet egyes tanulmányai még ugyanabban az évben németül is kiadásra kerültek Aktuelle Wirtschaftspolitische Fragen címen. Közgazdasági kérdéseket tárgyal két tanulmány A kolozsvári Bolyai Tudományegyetem (1945-1955) c. kötetben is (1956).
Részben vagy egészben közgazdaságtani tárgyú könyvsorozatok: Jog- és Közgazdaságtudományi Értekezések; Gazdaságtörténeti Tanulmányok; Közgazdasági Kis Könyvtár.
Számos közgazdasági tanulmányt közölt a Korunk 1957-ben indult új folyama, A Hét s az Előre is, valamint a Kolozsvári V. Babeș és Bolyai Egyetemek Közleményei társadalomtudományi sorozata (1956-57), a Studia Universitatum Babeș et Bolyai (1956), a két egyetem egyesítése után új címén Studia Universitatis Babeș-Bolyai. Magyar nyelven közgazdaságtani tankönyvek és egyetemi jegyzetek jelentek meg, könyv alakban azonban a magyar szerzők munkái legnagyobb részt román nyelven láttak napvilágot. A X. osztály részére készült Tóth József Politikai gazdaságtan (1965) c. tankönyve az egykorú rendszer követelményei szerint.

## 1989 decembere után
Az 1989-es romániai forradalom után Kolozsvár székhellyel megalakult a Romániai Magyar Közgazdász Társaság megfelelő, a piacgazdaság körülményei közt is helytállni képes gazdasági szakemberek képzésére. Országos elnöke Kerekes Jenő, a kolozsvári szervezet elnöke Mikó Lőrinc. A korszerű közgazdász-képzést és közgazdasági tájékozódást szolgálja Csákány Béla Közgazdasági Kisenciklopédia c. ismeretterjesztő sorozata a Szabadságban s egyidejűleg a Hargita Népe, Népújság, Temesvári Új Szó, Bányavidéki Új Szó s az Aradi Jelen hasábjain (1991-92). Szatmárnémeti egyik jeles közgazdásza Scholtz Béla István.